# Massacre Records
Pour les articles homonymes, voir Massacre (homonymie).
Massacre Records est un label indépendant allemand de heavy metal et hard rock, basé à Abstatt, Bade-Wurtemberg. Il est fondé en 1991 par Torsten Hartmann.

## Histoire
Le label est fondé en 1991 par Torsten Hartmann. Massacre Records est lié au marketing et à la vente en gros de Metal Merchant, aux sous-labels Blue Rose Records et Gutter Records pour le genre auteur-compositeur-interprète et le métal allemand respectivement, ainsi qu'à l'éditeur Sylvian Music. Massacre Records distribue également les albums du label de metal gothique MCM Music.
De 1995 à 2000, Massacre Records maintient le sous-label Swanlake Records pour sa production de metal gothique et folk metal. Les artistes les plus connus publiés sur Swanlake sont Skyclad, Atrocity, Theatre of Tragedy et Liv Kristine. En 2017, la société Soulfood reprend la distribution de Massacre Records et Blue Rose Records.
Les albums les plus vendus publiés par Massacre sont : Velvet Darkness They Fear et Aégis de Theatre of Tragedy et Werk 80 d'Atrocity.

## Groupes et artistes
Anciens et actuels groupes et artistes (2023) : 
- Ancient Rites
- Andromeda
- Anvil
- Asylum Pyre
- Atargatis
- Atrocity
- Axenstar
- Axxis
- Balance of Power[4]
- Beyond Twilight
- Blackscape (2023)[5]
- Bleed the Sky (en)
- Bliss
- The Bronx Casket Co.
- Cage
- Catamenia
- Chain Collector
- Chastain
- Cornerstone
- Crematory
- Darkane
- Darkseed
- Darzamat
- Das Ich
- Dawnrider
- Decadence
- Disbelief
- Distant Thunder
- Dreamscape
- Echoes of Eternity
- Edenbridge
- Eisregen
- Elysion
- Evereve
- Exciter
- Experiment Fear
- Fairyland
- Falchion
- Fates Warning
- Firewind
- Forté (de)
- Graveworm
- Hellions (en)
- Highland Glory (en)
- Horizon (en)
- Human Fortress (en)
- Illdisposed
- Ivanhoe
- Jack Frost (en)
- KDVRFCKR (2023)[6]
- King Diamond
- Kittie
- Lääz Rockit
- Lanfear
- Leatherwolf
- Lefutray (2019)[7]
- Legion of the Damned
- Lethal
- Lion's Share[8]
- Liv Kristine
- Majestic
- Malevolent Creation
- Mandragora Scream (en)
- Manticora
- Messiah
- Messiah's Kiss (de)
- Metalium
- Moonlight Agony
- Mortal Love
- My Darkest Hate
- Mystic Circle (en)
- Mystic Prophecy (en)
- Narnia
- Nail (2023)[9]
- Node (en)
- Obscurity (en)
- Omen
- One Man Army and the Undead Quartet (en)
- Painflow (en)
- Paragon
- Pink Cream 69
- Powergod
- Pretty Maids
- Pyramaze (en)
- Raven
- Razorback (en)
- Rebellion
- Requiem
- Rob Rock
- The Rods (2023)[10]
- Runic
- Sacred Steel
- Sandalinas
- Saviour Machine
- Scanner
- Seven Witches
- Seventh Avenue
- Silent Force
- Silent Opera
- Skyclad
- Solitude Aeturnus
- Soul Cages
- Steel Attack (en)
- Steel Prophet
- The Awakening
- The Burning
- The Duskfall
- Theatre of Tragedy
- Threnody
- Thunderbolt (en)
- Timeless Miracle (en)
- Totenmond
- Transilvanian Club Beat
- Unrest (en)
- Virgin Black
- Voices of Destiny
- Whiplash
- Winterborn (en)
- Winterdome
- Wolf
- Wolfchant